# Дулут (Вашингтон)
Дулут (енгл. Duluth) насељено је место без административног статуса у америчкој савезној држави Вашингтон.

## Демографија
По попису из 2010. године број становника је 1.544.
| Група             | 2000.    | 2010.         |
| Белци             | 0 (0,0%) | 1.367 (88,5%) |
| Афроамериканци    | 0 (0,0%) | 10 (0,6%)     |
| Азијати           | 0 (0,0%) | 30 (1,9%)     |
| Хиспаноамериканци | 0 (0,0%) | 87 (5,6%)     |
| Укупно            | 0        | 1.544         |